# Brătășani
Brătășani – wieś w Rumunii, w okręgu Teleorman, w gminie Trivalea-Moșteni. W 2011 roku liczyła 715 mieszkańców.